# Чарлз Бойкотт
Чарлз Канінгем Бойкотт (англ. Charles Cunningham Boycott, 12 березня 1832, Норфолк — 19 червня 1897) — британський управляючий в Ірландії. Відмова місцевих мешканців обробляти його землю (в рамках кампанії захисту прав робітників 1880 року) призвела до появи у англійській мові дієслова англ. to boycott. Українська мова запозичила з англійської дієслово «бойкотувати» та іменник «бойкот».

## Біографія
Чарльз Каннінгем Бойкотт народився в 1832 році в родині преподобного Вільяма Бойкетта (англ. William Boycatt) та його дружини Джорджіани (англ. Georgiana). Він виріс у селі Берг Сент-Пітер у графстві Норфолк, Англія; сім'я Бойкеттів жила в Норфолку майже 150 років. Вони були гугенотського походження і втекли з Франції в 1685 році, коли Людовик XIV скасував громадянські та релігійні свободи для французьких протестантів. У записах про хрещення Чарльза було названо Бойкеттом. У 1841 році сім'я з невідомих причин змінила написання свого прізвища з Бойкетт (англ. Boycatt) на Бойкотт (англ. Boycott).
В Ірландії Чарлз Бойкотт працював управителем у лорда Ерна, землевласника у графстві Мейо. 1880 року, в рамках боротьби за чесну орендну плату, право залишатися на землі та вільну торгівлю, (англ. fair rent, fixity of tenure and free sale), Земельна Ліга Ірландії відкликала місцевих робітників, необхідних для роботи у маєтку лорда Ерна. Коли Бойкотт почав протистояти цьому страйку, Ліга розпочала кампанію по ізоляції Бойкотта в місцевій спільноті. Сусіди перестали з ним розмовляти, магазини відмовлялись обслуговувати його, а в церкві люди не сідали поруч і не розмовляли з ним.
Кампанія проти Бойкотта набула розголосу в британській пресі, центральні газети надсилали кореспондентів до Західної Ірландії. Уряд доклав значних зусиль в боротьбі з протестуючими — полк регулярної армії та 1000 ірландських поліцейських охороняли 50 членів Оранжевої Спілки з графства Кевен, які прибули для збирання врожаю. Загалом, уряд витратив близько 3500 фунтів стерлінгів для збирання врожаю, який, за оцінкою Бойкотта, коштував приблизно вдесятеро менше.
Бойкотт залишив Ірландію 1 грудня того ж року. Його ім'я, однак, увійшло у більшість мов світу, а на основі історії Чарлза Бойкотта 1947 року було відзнято фільм.
Бойкотування стало стандартним методом мирного спротиву і політичної непокори, яким часто користуються протестуючі в різних країнах світу.